# Железен сулфат
Железният сулфат или феросулфатът (FeSO4) е една от солите на желязото със сярната киселина, в която желязото е във втора степен на окисление – Fe2+. Среща се като набор от соли с общата формула FeSO4 × nH2О. Най-често срещан е хептахидратът (FeSO4 × 7Н2О), като са известни и други стойности на n. Хидратната форма се използва в медицината за лечение на железен дефицит (анемия), както и при някои индустриални приложения. Синьо-зеленият хептахидрат е най-често срещаната форма на железния сулфат, известна още от древността. Всички железни сулфати се разтварят във вода, с получаване на водния комплекс [Fe(H2O)6]2+, който има октаедрична кристална структура и е парамагнитен. Тривиалното наименование на железния сулфат хептахидрат е зелен камък. Името камък датира от времето, когато медният сулфат става известен като син камък – по аналогия железният и цинковият сулфат стават известни като зелен камък и бял камък, респективно.
Той е в списъка на основните и най-важни медикаменти на Световната здравна организация.

## Хидрати
Железният сулфат най-често може да бъде срещнат под формата на хидрати, като част от тези форми съществуват свободно в природата:
- FeSO4 × H2O – смолнокит,[3] рядко срещан;
- FeSO4 × 4H2O – розенит,[4] бял, често срещан, може да бъде продукт на дехидратирането на меланитерит;
- FeSO4 × 5H2O – сидеротил,[5] рядко срещан;
- FeSO4 × 6H2O – ферохексахидрит,[6] рядко срещан;
- FeSO4 × 7H2O – мелантерит,[7] синьо-зелен, често срещан.

Тетрахидратът се стабилизира, когато температурата на водните разтвори достигне 56,6 °C. При 64,8 °С тези разтвори образуват както тетрахидрат, така и монохидрат.
Всички споменати минерални форми са свързани с окислителните процеси при преработването на рудите на желязото – пирит, марказит, халкопирит. Много от тях преминават бърза дехидратация и последващо окисление.

## Производство
При обработването на стоманата, преди полагането на покритието, стоманената ламарина или прът се прекарва през вана с разтвор на сярна киселина (ецване). Тази обработка произвежда значителни количества железен сулфат като страничен продукт.
{\displaystyle {\ce {Fe + H2SO4-> FeSO4 + H2 ^}}}
Друг източник за получаване на железен сулфат е при производството на титанов диоксид от илменит чрез сулфатния процес.
Железен сулфат се получава и при окислението на пирита:
{\displaystyle {\ce {2FeS2 + 7O2 + 2H2O-> 2FeSO4 + 2H2SO4}}}

## Реакции
При разтваряне във вода железните сулфати образуват воден комплекс – [Fe(H2O)6]2+. Представлява безцветен, парамагнитен йон.
При нагряване железният сулфат първо губи кристализационната си вода и зелените кристали се превръщат в кафяво, безводно, твърдо вещество. При по-нататъшно нагряване на безводната сол се освобождават серен диоксид и серен триоксид, водейки до образуването на червеникаво-кафявия железен (III) оксид. Разпадането на железния сулфат започва при около 680 °С.
{\displaystyle {\ce {2FeSO4-> Fe2O3 + SO2 ^ + SO3 ^}}}
Както всички железни (II) соли, железният сулфат е редуктор. Той редуцира азотната киселина до азотен оксид и хлор до хлорид:
{\displaystyle {\ce {6FeSO4 + 3H2SO4 + 2HNO3-> 3Fe2(SO4)3 + 4H2O + 2NO ^}}}
{\displaystyle {\ce {6FeSO4 + 3Cl2-> 2Fe2(SO4)3 + 2FeCl3}}}
При излагането на въздух, железният сулфат се окислява, образувайки жълто-кафяво покритие от „основен железен сулфат“, който е адукт на дижелезния троксид (Fe2O3) и дижелезния трисулфат [Fe2(SO4)3]:
{\displaystyle {\ce {12FeSO4 + 3O2-> 4Fe2(SO4)3 + 2Fe2O3}}}

## Приложения
Индустриално, железният сулфат се използва главно като прекурсор на други железни съединения. Той е редуциращ агент и като такъв е използван за редуцирането на хроматите в цимента и водата до по-малко токсичните съединения на Cr3+, както и при отстраняването на фосфатите във водата. Железният сулфат се използва в текстилната промишленост като фиксатор при боядисването.
Заедно с други съединения на желязото, феросулфатът се използва при лечението и профилактиката на анемия. Запекът е честа и неприятна нежелана реакция, свързана с прилагането на перорални добавки и лекарства, съдържащи железни съединения.
Железният сулфат се продава като железен сулфат хептахидрат, който се използва за понижаване на рН в почвите (при силно алкална почва), така че растенията да могат да извличат хранителните вещества от почвата.
В градинарството се използва за лечение на желязна хлороза. Въпреки че не е бързодействащ като железния етилендинитрилотетраацетат (ЕДТА), ефектите от железния сулфат са далеч по-дълготрайни. Може да бъде смесен с компост и вкопан в почвата, за да се създаде запас, траещ до няколко години. Използва се и при омекотяването на тревата и в препаратите против мъх.
Друго приложение е добавянето на железен сулфат към охлаждащата вода, която тече през месинговите тръби на турбините, за да се образува защитно покритие, устойчиво на корозия.
Използва се при утаяването на елементарно злато от разтвори, съдържащи златен хлорид (най-често това е злато, разтворено в царска вода).